# 53
Évszázadok: i. e. 1. század – 1. század – 2. század
Évtizedek: 1-es évek – 10-es évek – 20-as évek – 30-as évek – 40-es évek – 50-es évek – 60-as évek – 70-es évek – 80-as évek – 90-es évek – 100-as évek
Évek: 48 – 49 – 50 – 51 –  52 – 53 – 54 – 55 – 56 – 57 – 58

## Események

### Római Birodalom
- Decimus Junius Silanus Torquatust (helyettese júniustól Publius Trebonius, novembertől Publius Calvisius Ruso) és Quintus Haterius Antoninust (helyettese Quintus Caecina Primus) választják consulnak.
- A 16 éves Nero feleségül veszi Claudia Octaviát, Claudius császár lányát.
- Claudius elrendeli, hogy a procuratorok (privinciális kormányzók) bírósági ítéletei ugyanolyan szintűek, mintha maga a császár hozta volna. Ezután a szenátus nem bírálhatja felül a császár által kinevezett procuratorok határozatait.
- Claudius elveszi II. Heródes Agrippától a dél-szíriai Khalkisz királyságát, de cserébe megkapja a néhai Heródes Philipposz észak-palesztinai birtokait.
- Titus Statilius Taurus volt africai kormányzót (állítólag Agrippina császárné nyomására, aki híres kertjeit akarta megszerezni) hamisan zsarolással és varázslással vádolják. Statilius még az ítélet előtt öngyilkos lesz.

### Korea
- Meggyilkolják Mobon kogurjói királyt. Utóda nem az általa kijelölt fia, hanem a dinasztia rangidős tagja által megnevezett hét éves Thedzso.

## Születések
- Traianus római császár
- Domitia Longina, Domitianus császár felesége

## Halálozások
- Mobon kogurjói király